# Четвёртая высота
«Четвёртая высота» — повесть 1946 года советской писательницы Елены Ильиной.

## Сюжет
Произведение повествует о жизни Гули Королёвой — молодой советской актрисы, которая начала свою карьеру в кино в 4 года. На протяжении своей жизни она прошла через ряд эпизодов, сформировавших её личность. Первой высотой для Гули стало преодоление её страхов, когда на съёмках фильма «Дочь партизана» она верхом на коне выполнила сложный трюк. Из-за съёмок в фильмах Гуля пропускала учебные дни в школе и оказалась отстающей ученицей. Взяв волю в кулак, она сконцентрировалась на учёбе и догнала одноклассниов — тем самым взяв вторую высоту. Третью высоту Гуля взяла, прыгнув на соревнованиях пловчих с десятиметровой вышки. С началом Великой Отечественной войны Гуля в возрасте 19 лет добровольно пошла на фронт; четвёртой высотой для неё стала высота 56,8 под Сталинградом, при взятии которой она погибла.

## Экранизация
Повесть была экранизирована дважды. В 1968 году режиссёром Ией Мироновой был снят фильм «Гуля Королева» с Раисой Рязановой в главной роли.
В 1977 режиссёром Игорем Вознесенским снят художественный фильм «Четвертая высота», где роль главной героини сыграла Ольга Агеева.
В 2020 году независимый театральный проект «Спектакли Ксении Зориной» (Москва) выпустил спектакль по мотивам первых глав повести — «Четвертая высота. Сочинение на тему».

## Издания
- Ильина Е. Четвёртая высота. — Омск : Омское областное государственное издательство, 1952. — 291 с. — 75 000 экз.
- Ильина Е. Четвёртая высота. — Челябинск : Челябинское книжное издательство, 1954. — 226 с. — 75 000 экз.
- Ильина Е. Четвёртая высота. — М. : Детская литература, 1960. — 269 с. — (Школьная библиотека). — 410 000 экз.
- Ильина Е. Четвёртая высота. — М. : Детская литература, 1975. — 269 с. — 300 000 экз.
- Ильина Е. Четвёртая высота. — М. : АСТ; Астрель, 2006. — ISBN 5-17-014828-3 ; 5-271-04335-5.